# Kallathipura, Tarikere
Kallathipura là một làng thuộc tehsil Tarikere, huyện Chikmagalur, bang Karnataka, Ấn Độ.